# Li Pcheng
Li Pcheng (čínsky pchin-jinem Lǐ Péng, znaky 李鹏; 20. října 1928 Čcheng-tu – 22. července 2019 Peking) byl čínský politik, premiér Čínské lidové republiky v letech 1987–1998. V 90. letech byl považován za druhého nejmocnějšího muže komunistické Číny, hned po prezidentovi Ťiang Ce-minovi. Jakožto hlavní strůjce tvrdého potlačení studentských demonstrací na Náměstí nebeského klidu (Tchien-an-men) v roce 1989 byl západními médii přezdíván „řezník z Pekingu“.
Narodil se v provincii S'-čchuan, v rodině vojáka z povolání, popraveného Kuomintangem. V roce 1945 vstoupil do Komunistické strany Číny. Vystudoval hydroenergetiku na Akademii přírodních věd v Jen-anu a na Moskevském energetickém institutu. Poté pracoval dlouho v energetice, až v březnu 1981 vstoupil do vysoké politiky. V roce 1983 se stal místopředsedou vlády, v roce 1985 ministrem školství. V listopadu 1987 se stal členem stálého výboru politbyra ústředního výboru komunistické strany, což je nejužší stranické vedení a nejmocnější politický orgán Čínské lidové republiky. Ve stejném roce získal post premiéra. V čínském politickém systému není hierarchie zcela jasná, ale býval označován za muže č. 2. Na konci 80. let byl považován za bývalého dogmatika, který jen pod tlakem doby přijal myšlenku „střední cesty“, tedy kombinace uchování mocenského monopolu strany a ekonomické liberalizace. V roce 1989 čínské vedení čelilo vlně studentských protestů. Li Pcheng patřil k těm, kdo prosazovali jejich násilné potlačení. Již v květnu 1989 vyhlásil stanné právo. 4. června pak, v součinnosti s předsedou ústřední vojenské komise Teng Siao-pchingem, nechal proti demonstrantům zakročit armádu. Počet obětí zásahu je dodnes nejasný, hovoří se o stovkách až tisících. Tvrdý postup, který měl zřejmě zabránit podobnému vývoji jako v komunistických zemích východní Evropy té doby, nicméně Liovo mocenské postavení posílil a zdálo se, že je schopen zastavit liberalizační ekonomické reformy ve prospěch konzervativní komunistické ekonomické politiky. To se mu nakonec nepodařilo, prosadil však například stavbu gigantické vodní nádrže Tři soutěsky. Po ztrátě premiérského postu v roce 1998 se stal předsedou Stálého výboru Všečínského shromáždění lidových zástupců, de facto předsedou parlamentu (čínské parlament, tzv. všečínské shromáždění, se schází jen jednou ročně, v mezidobí ho nahrazuje stálý výbor tvořený 150 zástupci, který ve skutečnosti roli parlamentu plní). Li tento vlivný post držel do roku 2003. V politbyru ztratil post v roce 2002.

## Vyznamenání
- Řád republiky – Tunisko, 21. května 1984
- Řád Ouissam Alaouite – Maroko, 4. října 1995
- Řád peruánského slunce – Peru, 9. října 1995
- Řád osvoboditele – Venezuela, 13. listopadu 1996
- Řád za zásluhy – Kamerun, 10. května 1997
- Řád Pákistánu I. třídy – Pákistán, 10. dubna 1999
- velkohvězda Řádu jugoslávské hvězdy – Jugoslávie, 12. června 2000[5]
- Puškinova medaile – Rusko, 31. října 2007 – za velký přínos k šíření a studiu ruského jazyka, za zachování kulturního dědictví a za sbližování a vzájemné obohacování kultur a národů[6]